# Fürstin-Pauline-Stiftung

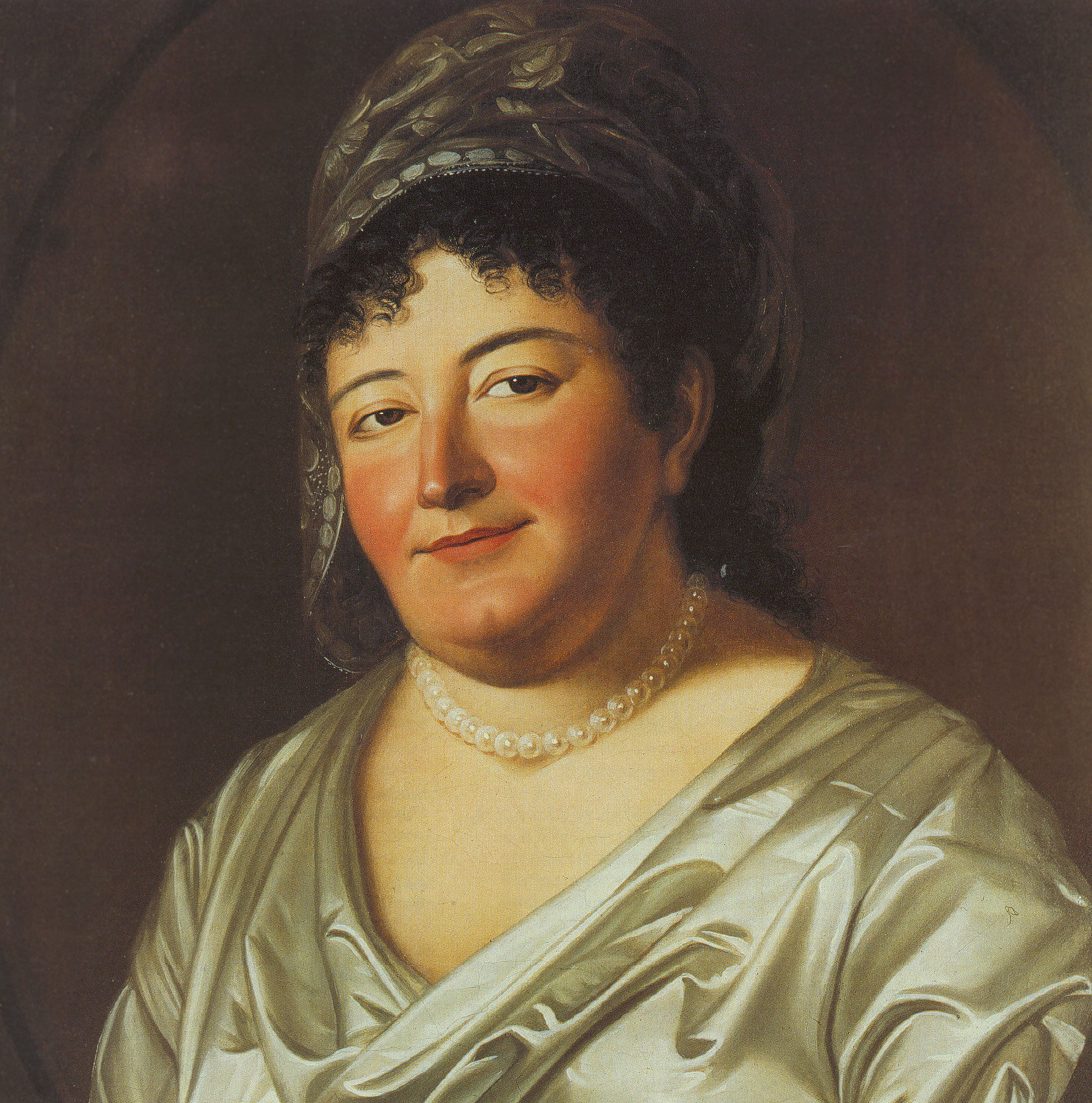
Pauline zur Lippe (1769–1820), von 1802 bis 1820 Regentin des Fürstentums Lippe
Porträt von Johann Christoph Rincklake (1801)

Die Fürstin-Pauline-Stiftung, früher Paulinenanstalt, in Detmold ist eine selbstständige evangelische Einrichtung, die ausschließlich gemeinnützige Zwecke verfolgt. Die Stiftung engagiert sich in den Bereichen Kinderbetreuung, Jugend- und Altenhilfe.

## Geschichte
Als Gründerin der Stiftung gilt Pauline zur Lippe (1769–1820), die urkundlich festgelegt hat, die Stiftung solle sich aktueller sozialer Angelegenheiten annehmen. Pauline hatte sich während ihrer Regentschaft für den minderjährigen Leopold II. von 1802 bis 1820 intensiv um soziale Fragen in Lippe gekümmert. So gründete sie nicht nur die erste Kinderbewahranstalt in Deutschland, sondern auch eine Erwerbsschule für verwahrloste Kinder, ein freiwilliges Arbeitshaus für erwachsene Almosenempfänger und eine Pflegeanstalt mit Krankenstube.
Nach Paulines Tod 1820 übernahm Fürstin Emilie von Schwarzburg-Sondershausen (1800–1867), die Ehefrau von Leopold II., die Verantwortung für die sozialen Einrichtungen und fasste sie unter dem Namen Paulinenanstalt zusammen. Auguste Mannes gründete 1844 einen Frauenverein, der Paulines Werk tatkräftig unterstützte. Der Arzt Karl Piderit, dem der Bau des Landeskrankenhauses zu verdanken ist, setzte das Werk von Auguste Mannes nach ihrem Tode 1872 fort. Nach der Enteignung 1918 konnte die fürstliche Rentkammer keine Zahlungen für die Paulinenanstalt mehr leisten. Der Erlös aus dem Verkauf eines mehrteiligen Brillantschmuckes, den Zarin Katharina von Russland ihrer Nichte Pauline geschenkt hatte, ging in der Inflation 1923 verloren. Auch in der Zeit des Nationalsozialismus litt die Stiftung an chronischer Unterfinanzierung und überlebte nur durch den selbstlosen Einsatz der Detmolder Diakonissen.
Nach Ende des Zweiten Weltkriegs 1945 konnte die Ernährung der Kinder nur durch die eigene Viehhaltung gesichert werden. 1948 wurde Pastor Friedrich Schnittger in den Vorstand gewählt und leitete 30 Jahre lang die Paulinenanstalt. Das Haus in der Luisenstraße (heute Bielefelder Straße), in der die Paulinenanstalt von 1874 bis 1950 untergebracht war, wurde an die Stadt Detmold verkauft. Die Kindertagesstätte zog in die Karolinenstraße um, in der das Haus der ehemaligen Taubstummenschule erworben worden war. 1958 wurde an der Palaisstraße ein zweiter Kindergarten eröffnet und 1965 kam ein dritter an der Gutenbergstraße hinzu. Seit 1956 gehört das Seniorenheim Haus am Weinberg zur Paulinenanstalt. Der Bedarf an Altenheimplätzen wurde immer größer, so dass 1965 an der Allee auf dem Gelände der Klasingschen Villa ein weiteres Altenheim entstand. In den 1980er Jahren wurden zwei überbetriebliche Lehrwerkstätten eingerichtet, die Jugendliche in verschiedenen Berufen ausbildeten.

## Heutige Situation
Heute gibt es insgesamt fünfzehn Kindergärten und Kindertagesstätten der Fürstin-Pauline-Stiftung im Bereich der Stadt Detmold, Lemgo und Bad Salzuflen. In der Jugendhilfe bietet die Stiftung mehrere Wohngruppen, ein Mutter-Kind-Haus, eine Akutaufnahme, mehrere Offene Ganztagsschulen und andere Möglichkeiten an. In der Altenbetreuung gibt es zwei Altenheime mit insgesamt 138 Einzel- und 8 Doppelzimmern. Darüber hinaus wird alten Menschen Tagespflege und Betreutes Wohnen angeboten.